# 兼吉優花
兼吉 優花（かねよし ゆうか、2006年11月1日 - ）は、埼玉県出身の日本の卓球選手。四天王寺中学校・高等学校卒業。中央大学在学中。

## 経歴
母親がコーチをしている埼玉県の卓球クラブ「シュエット」で経験を積み、四天王寺中学校に進学するとともにミキハウスJSCに所属した。
四天王寺高校に進学後、2024年全日本ジュニアで3位に入賞。高校3年時の2024年インターハイでは女子シングルス、女子ダブルス（高森愛央ペア）と2種目で準優勝に輝く。
2025年は、ドイツブンデスリーガ（所属：TTCベルリン・イーストサイド）にも挑戦している。
2025年4月、中央大に進学。

## 主な戦績
2019年
- 全日本卓球選手権大会
  - カデットの部 女子ダブルス 3位（栗山優菜ペア）

2021年
- 全国中学校卓球大会
  - 女子シングルス ベスト16

2024年
- 全日本卓球選手権大会
  - ジュニア女子シングルス 3位
- 全国高等学校総合体育大会（インターハイ）
  - 女子シングルス 準優勝
  - 女子ダブルス 準優勝（高森愛央ペア）
- WTTユースコンテンダーバンコク
  - U19女子シングルス 優勝

2025年
- 全日本卓球選手権大会
  - 女子ダブルス ベスト16（高森愛央ペア）
- 関東学生新人選手権大会
  - 女子シングルス 優勝
  - 女子ダブルス 準優勝（附田美瑠姫ペア）

## 世界ランキング
|        | 1月 | 2月 | 3月 | 4月 | 5月 | 6月 | 7月 | 8月 | 9月 | 10月 | 11月 | 12月 |
| ------ | --- | --- | --- | --- | --- | --- | --- | --- | --- | ---- | ---- | ---- |
| 2024年 |     |     |     |     |     |     |     |     | 363 | 374  | 375  | 368  |
| 2025年 | 358 | 357 | 348 | 353 | 349 | 356 |     |     |     |      |      |      |